# Joseph Bernhard Winck
Joseph Bernhard Winck (* 29. Juli 1754 in Hildesheim; † 15. Februar 1812 in
Oldenburg) war ein deutscher Architekt, der im Auftrag Herzog Peter Friedrich Ludwigs an dem Ausbau Oldenburgs in die klassizistische Residenzstadt des Herzogtums Oldenburg mitarbeitete.

## Leben
Sein Vater war der aus Deggendorf stammende Joseph Gregor Winck (1710–1781), der seit 1744 in Hildesheim Maler in den Diensten des Kurfürsten und Bischofs von Hildesheim Clemens August von Bayern war.
Von 1788 bis 1794 lebte und arbeitete er in Münster, vom Domkapitel als Unterwerkmeister angestellt. Er war hier außerdem Schüler von Wilhelm Ferdinand Lipper. Seine Tätigkeit in Münster ist allerdings lediglich durch archivalische Zeugnisse belegbar. Ab 1789 begutachtete er den baulichen Zustand der Oldenburger Lambertikirche und entwarf 1790 Vorschläge für ihren grundlegenden Umbau. Von 1791 an war er als Bauleiter für ihren Umbau verantwortlich. Zuvor war Winck als Architekt bei der Umgestaltung des Schloss Rastede ebenfalls im Auftrag Herzog Peter Friedrich Ludwigs tätig. Der dortige Rundtempel im Schlosspark von Rastede wird ihm zugeschrieben.
1794 wurde Winck in Oldenburg fest als Bauinspektor angestellt und zog mit seiner Familie von Münster nach Oldenburg um. Noch während sich des Umbaus der Lambertikirche, erhielt Winck den zusätzlichen Auftrag in Oldenburg zwei Platzanlagen zu gestalten, die an die Stelle der mittelalterliche Stadttore treten und durch eine breite Allee miteinander verbunden werden sollten. Jedoch wurde lediglich der halbrunde Platz vor dem Haarentor ausgeführt, in dessen Scheitelpunkt 1805 unter Wincks Leitung die erste katholische Pfarrkirche Oldenburgs und weitere Wohnhäuser entstanden. Neben der von 1803 bis 1806 errichteten katholischen Pfarrkirche in Emden und der 1809 erbauten Martinskirche in Ovelgönne war dies Wincks insgesamt dritter Kirchenneubau. Weiterhin baute Winck auch Wohnhäuser für Privatleute, so an der oldenburgischen Huntestrasse. Durch seine Bautätigkeit gehörte Winck zu den Baumeistern, die das klassizistische Bild der Stadt Oldenburg maßgeblich mitgeprägt haben.